# Gigantotrichoderes flabellicornis
Gigantotrichoderes flabellicornis là một loài bọ cánh cứng trong họ Cerambycidae.